# Lila Lee

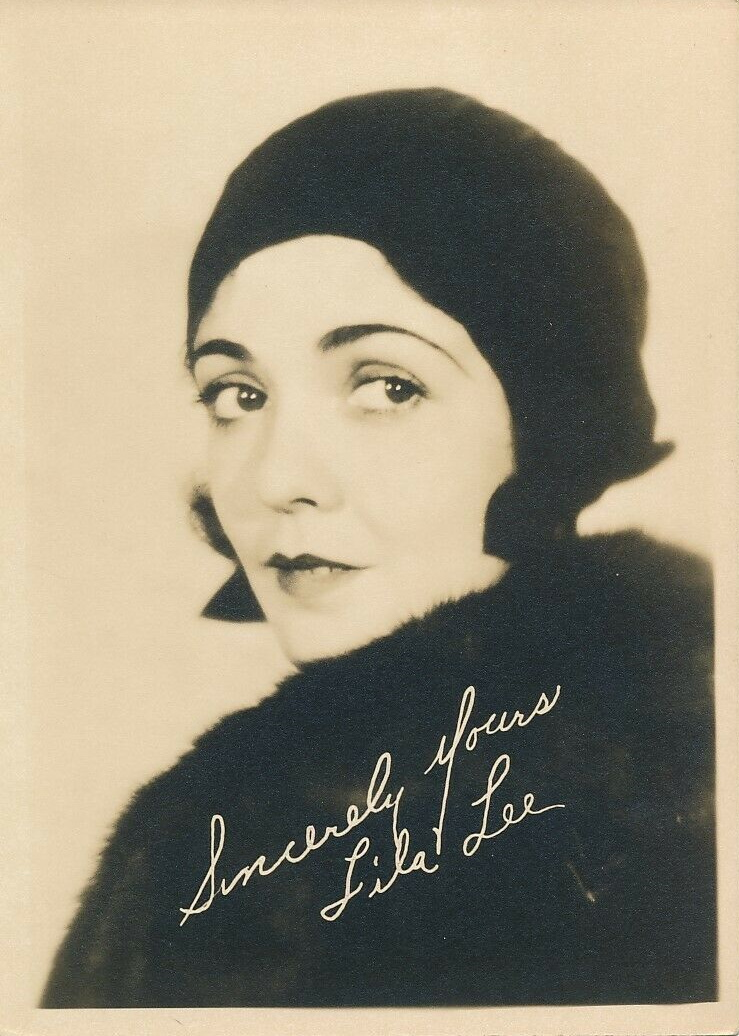
Lila Lee rond 1920

Lila Lee, geboren als Augusta Wilhelmena Fredericka Appel (Union City, 25 juli 1901 – New York, 13 november 1973) was een Amerikaans actrice.

## Biografie
Lee werd geboren in New Jersey in een familie van Duitse immigranten, die vlak na Lila's geboorte verhuisden naar New York. Haar ouders plaatsten haar bij een kindershow toen ze een hobby zocht en kreeg de bijnaam "Cuddles". Gus Edwards was de schrijver van de show en werd Lee's manager gedurende haar complete carrière.
In 1918 kreeg Lee een contract bij Famous Players-Lasky Corporation, die later de naam Paramount Pictures kreeg. Ze werd onmiddellijk opgemerkt in haar eerste film The Cruise of the Make-Believes, waardoor ze een publieke campagne begon. Ze was vaak te zien tegenover grote sterren, zoals Conrad Nagel, Gloria Swanson, Wallace Reid, Roscoe 'Fatty' Arbuckle en Rudolph Valentino.
In 1922 was ze te zien tegenover Rudolph Valentino en Nita Naldi in de romantische film Blood and Sand. Hierdoor werd Lee een van de WAMPAS Baby Stars van 1922.
Lee was van 1923 tot en met 1931 getrouwd met acteur James Kirkwood, Sr.. Hun zoon James Kirkwood, Jr. werd geboren in 1930.
Haar transactie naar de geluidsfilm ging Lee niet goed af. Ze was bijna alleen nog maar te zien in B films en door haar terugkerende tuberculose, ging ze uiteindelijk met pensioen in 1937. In de jaren 40 was ze in het theater te zien en had in de jaren 50 gastrollen in verscheidene televisieseries.
Lee stierf in 1973 aan een beroerte.

## Filmografie (selectie)
- 1919:Male and Female
- 1920:Terror Island
- 1922:Blood and Sand
- 1925:The Midnight Girl
- 1929:The Show of Shows
- 1930:The Unholy Three
- 1932:Officer Thirteen
- 1934:Stand Up and Cheer!
- 1936:The Ex-Mrs. Bradford

- Bibliothèque nationale de France: cb141978986 (data)
- Gemeinsame Normdatei: 1198800062
- International Standard Name Identifier: 0000 0000 7328 1350
- Library of Congress Control Number: n94007117
- SNAC: w6322dgf
- Virtual International Authority File: 41063633
- WorldCat: E39PBJktm6rp4xWkJVF768kMT3